# Euxoa lacunosa
Euxoa lacunosa là một loài bướm đêm trong họ Noctuidae.